# Farnavaz II. od Iberije
Farnavaz II. od Iberije (gru. ფარნავაზი; ? - 30. pr. Kr.), kralj Kartlije, drevnog gruzijskog kraljevstva poznatog kao Iberija. Vladao je od godine 63. pr. Kr. do 30. pr. Kr. Dok se u klasičnim izvorima navodi kao Farnabazus, u srednjovjekovnim gruzijskim ljetopisima se navodi kao Bartom ili Bratman.
Na vlast je došao nakon što mu je u trećem mitridatskom ratu godine 65. pr. Kr. njegov otac Artag od Iberije poražen od rimskog vojskovođe Pompeja. Godine 36. pr. Kr. je u njegovu zemlju došao rimski legat Publije Kanidije Kras i natjerao ga da pokrene pohod protiv Kavkaske Albanije i njenog kralja Zobera. Antički izvori navode kako je Albanija pokorena. Srednjovjekovni gruzijski izvori, pak, navode kako je oko godine 30. pr. Kr. Farnavaza porazio i ubio Mirijana, izgnanog princa i sina kralja Farnajoma, koji se vratio iz Partije.
| Prethodnik:                       | Kralj Iberije 63. pr. Kr. - 30. pr. Kr. | Nasljednik:                                        |
| Artak (78. pr. Kr. - 63. pr. Kr.) | Kralj Iberije 63. pr. Kr. - 30. pr. Kr. | Mirijan II. od Iberije (30. pr. Kr. - 20. pr. Kr.) |